# Hervé Doyen
Hervé Doyen (Watermaal-Bosvoorde, 20 november 1956) is een Belgisch politicus voor Les Engagés en voormalig Brussels Hoofdstedelijk Parlementslid.

## Levensloop
Hervé Doyen studeerde af als geaggregeerde in het secundair onderwijs en was tot 2000 leraar Frans en geschiedenis in een beroepsschool in Laken. In zijn vrije tijd engageerde hij zich in het verenigingsleven van Jette en werd in 1986 voorzitter van het cultureel centrum in de gemeente.
Op verzoek van burgemeester Jean-Louis Thys was Doyen voor de toenmalige PSC (vanaf 2002 cdH en sinds 2022 Les Engagés) kandidaat bij de gemeenteraadsverkiezingen van oktober 1988. Hij werd echter niet verkozen en nam vervolgens zitting in de OCMW-raad van Jette. Van 1988 tot 1994 was hij ondervoorzitter van het OCMW in Jette.
In oktober 1994 werd hij verkozen tot gemeenteraadslid van Jette en werd hij onmiddellijk schepen voor Huisvesting, Publieke Ruimte en Informatie. Nadat burgemeester Jean-Louis Thys eind 1999 overleed, werd Doyen in februari 2000 tot zijn opvolger benoemd. Hij bleef tweeëntwintig jaar lang burgemeester van Jette, tot hij in maart 2022 ontslag nam als burgemeester ten voordele van Claire Vandevivere. Wel bleef hij tot eind 2024 aan als voorzitter van de gemeenteraad. Sindsdien is Doyen enkel nog gemeenteraadslid.
Van 2000 tot 2004 was hij tevens bestuurslid van de Gewestelijke Ontwikkelingsmaatschappij voor het Brussels Hoofdstedelijk Gewest (GOMB). Nadien zetelde Doyen van juni 2004 tot april 2016 in het Brussels Hoofdstedelijk Parlement. Hij was er van 2004 tot 2009 voorzitter van de commissie Binnenlandse Zaken en Lokale Besturen, van 2009 tot 2011 voorzitter van de commissie Leefmilieu, Waterbeleid en Energie en maakte van 2011 tot 2012 en van 2013 tot 2014 als secretaris deel uit van het bureau van het parlement.

## Beschuldiging van schriftvervalsing
In juni 2022 werd Doyen samen met de voormalige gemeentesecretaris en de gewezen directeur van gemeentelijke werken door het parket van Brussel in verdenking gesteld van valsheid in geschrifte. De drie werden ervan verdacht de chronologie te hebben veranderd in een document over asbest in de gemeenteschool van Jette. In 2011 vonden in de basisschool werken plaats aan een muur in de gang, waar mogelijk asbest in zat, een mineraal dat bij het inhaleren ervan asbestose en longkanker kan veroorzaken. Dit veroorzaakte ongerustheid bij de leerkrachten en ouders van leerlingen, aangezien er eerder asbest werd aangetroffen in het plafond. Het gemeentebestuur verzekerde dat er geen asbest in de muur zat, maar had op 1 oktober 2007 reeds een studie ontvangen waarin stond dat er asbest in de muren van het schoolgebouw zat. In een document dat het gemeentebestuur in 2018 had overgemaakt aan ouders van leerlingen, gemeenteraadsleden en het parket, stond echter dat het op 10 oktober 2007 aan het gemeentebestuur was bezorgd. Doyen en de twee andere betrokkenen werden er daarom van verdacht het document vervalst te hebben, met de bedoeling hun aansprakelijkheid in het dossier te ontlopen. In november 2022 verscheen de zaak voor de raadkamer, waar de betrokkenen bij gebrek aan bewijs buiten vervolging werden gesteld.